# Hiromi Uehara
Hiromi Uehara (上原ひろみ, Shizuoka, 26 de marzo en 1979) es una compositora de jazz y pianista nacida en Hamamatsu, Japón. Es conocida por manejar una técnica virtuosa, y ofrecer unas actuaciones colmadas de energía, mezclando en sus composiciones, géneros que van desde el jazz, pasando por el rock progresivo, la música clásica y la música de fusión.

## Historia
Hiromi empezó aprendiendo música clásica a la edad de seis años. Cuando tenía ocho, su profesora de piano Noriko Hakita la introdujo en el mundo del jazz. Cuando tenía catorce años tocó con la Orquesta Filarmónica Checa. A los diecisiete años conoció a Chick Corea de casualidad en Tokio, y la invitó al concierto que tenía al día siguiente. Tras trabajar como compositora de jingles durante unos cuantos años para compañías japonesas como Nissan, ingresó en el Berklee College of Music, en Boston, Massachusetts. Allí, fue instruida por Ahmad Jamal, y antes de terminar su graduación ya tenía firmado un contrato con el sello discográfico de jazz Telarc.
Desde su estreno en el 2003, Hiromi ha hecho giras por todas las partes del mundo, y ha aparecido en numerosos festivales de jazz.

## El trío de Hiromi
El trío de Hiromi inicialmente consistía en el bajista Mitch Cohn y el baterista Dave DiCenso. En 2004, grabó su segundo álbum Brain, con el bajista Tony Grey, antiguo compañero de Berklee, y el baterista Martin Valihora.

## Hiromi's Sonicbloom

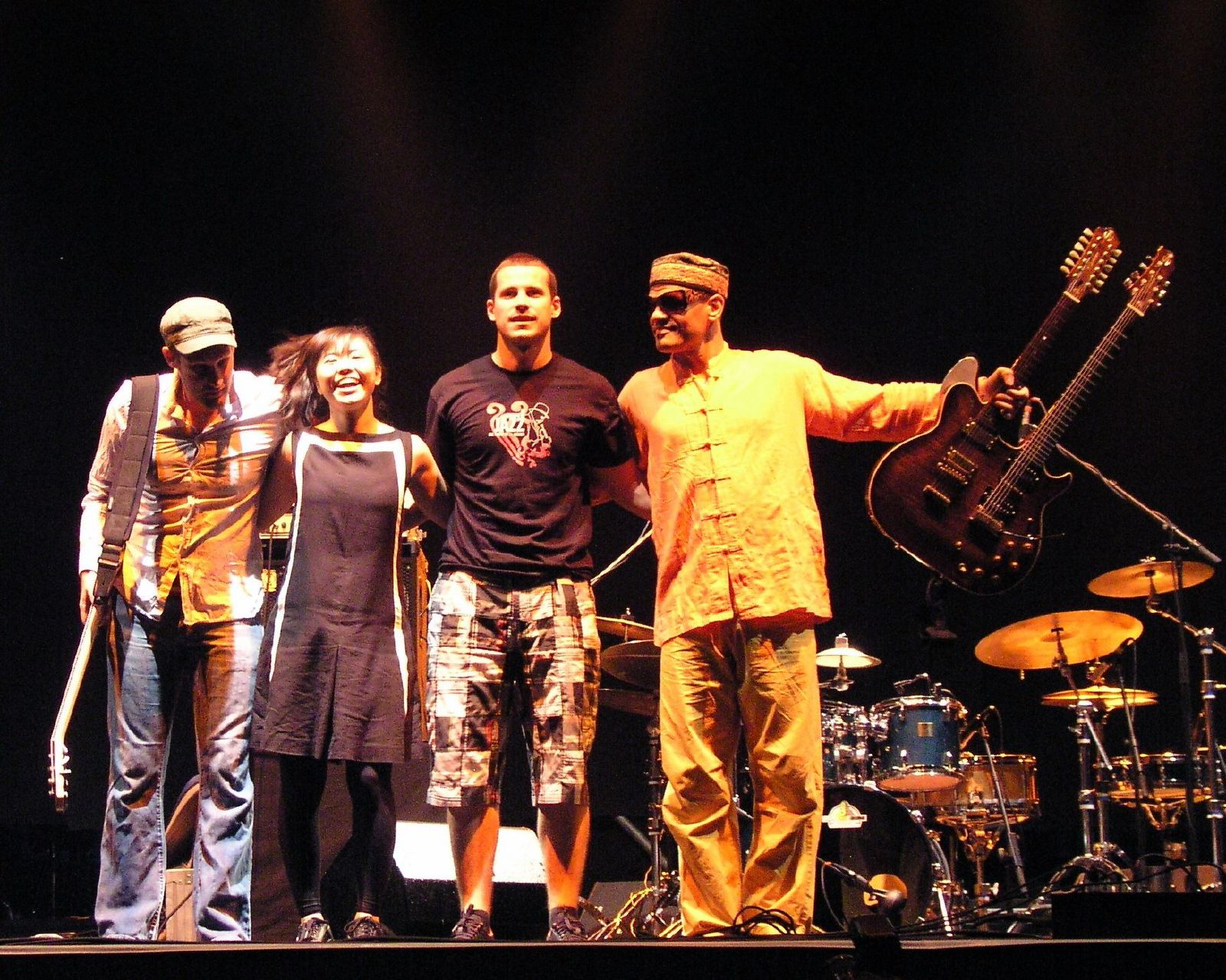
Hiromi's Sonicbloom

El 19 de octubre de 2006, el trío añadió a David Fiuczynski a su conjunto en el Jazz Factory, en Louisville, Kentucky. Desde entonces ha aparecido con ellos en sus dos últimos álbumes, Time Control y Beyond Standard, además de acompañarles en las giras de sus conciertos.

## The Trio Project
The Trio Project es el nombre del nuevo trío formado por el bajista Anthony Jackson y el baterista Simon Phillips, el cual hace su debut con el álbum Voice.
En este álbum es notable el enfoque Jazz Fusión de Jackson combinado con el estilo progresivo de Phillips.

## Hiromi The Piano Quintet
Hiromi cambia el registro con esta nueva formación utilizando un cuarteto de cuerdas clásico con dos violines, viola y violonchelo. El estilo del álbum, producido y grabado durante la pandemia de COVID-19 se aleja del registro de sus anteriores grabaciones con una notable influencia de la música clásica aunque incluyendo pasajes y frases de claros orígenes en el Jazz. 

## Instrumentos
Hiromi utiliza un piano de cola Yamaha CFIII-S, un Nord Lead 2 y un Clavia Nord Electro 2 73 y un Korg microKORG.

## Discografía
Álbumes de estudio (como "Hiromi's Sonicwonder")
- Sonicwonderland (2023)
- Out There (2025)

Bandas sonoras (como "Hiromi")
- Blue Giant (2023)

Álbumes de estudio (como "Hiromi")
- Another Mind (2003)
- Brain (2004)
- Spiral (2005)
- Place to Be (2009)
- Spectrum (2019)

Álbumes de estudio (como "Hiromi's Sonicbloom")
- Time Control (2007)
- Beyond Standard (2008)

Álbumes de estudio (como "The Trio Project")
- Voice (2011)
- Move (2012)
- Alive (2014)
- Spark (2016)

Álbumes de estudio (como "Hiromi The Piano Quintet")
- Silver Lining Suite (2021)

Álbumes en directo
- Duet (2009) Álbum en directo grabado junto a Chick Corea en el Tokyo Blue Note.
- Live in Montreal (2017) Álbum en directo grabado junto a Edmar Castañeda en el Festival de Jazz en Montreal.

DVD
- Hiromi Live in Concert (2009, grabado en 2005)
- Hiromi's Sonicbloom Live in Concert (2007)
- Solo Live at Blue Note New York (2011)
- Hiromi: Live In Marciac (2012)

Colaboraciones
- Jazz in the Garden (2009) Junto con el trío de Stanley Clarke.
- The Stanley Clarke Band (2010)